# 날치과
날치과(Exocoetidae)는 날치(flying fish) 또는 날 대구로 알려진 조기어강 동갈치목에 속하는 과이다. 이 과에는 약 64종이 7속으로 분류된다. 새처럼 날 수는 없지만, 날치는 물 밖으로 스스로 추진할 수 있으며 긴 날개 모양의 지느러미로 수면 위로 상당한 거리를 활공할 수 있다. 이러한 행동의 주된 이유는 황새치, 고등어, 참치, 청새치를 비롯한 수중 포식자로부터 탈출하기 위한 것으로 추정된다.

## 하위 분류
- 날치속 (Cheilopogon) - 날치, 제비날치, 새날치, 기점날치, 전력날치
- 새날치속 (Cypselurus)
- 상날치속 (Exocoetus) - 상날치
- Fodiator
- Hirundichthys - 가는매날치, 매날치
- 황날치속 (Parexocoetus) - 황날치, 멘토황날치
- Prognichthys

## 계통 분류
다음은 러브조이(Lovejoy) 등의 연구에 기초한 계통 분류이다.
|  | 날치과                                                 |
|  |                                                        |
|  | 학공치과 (Euleptorhamphus, Hemiramphus, Oxyporhamphus) |
|  |                                                        |

|  | 학공치과 (Arrhamphus, Hyporhamphus)                           |
|  |                                                               |
|  | \| \| 제나르콥테루스과 \| \| \| \| \| \| 동갈치과 \| \| \| \| |
|  |                                                               |
|  | 제나르콥테루스과                                              |
|  |                                                               |
|  | 동갈치과                                                      |
|  |                                                               |

|  | 제나르콥테루스과 |
|  |                  |
|  | 동갈치과         |
|  |                  |

|  | 날치과                                                 |
|  |                                                        |
|  | 학공치과 (Euleptorhamphus, Hemiramphus, Oxyporhamphus) |
|  |                                                        |

|  | 학공치과 (Arrhamphus, Hyporhamphus)                           |
|  |                                                               |
|  | \| \| 제나르콥테루스과 \| \| \| \| \| \| 동갈치과 \| \| \| \| |
|  |                                                               |
|  | 제나르콥테루스과                                              |
|  |                                                               |
|  | 동갈치과                                                      |
|  |                                                               |

|  | 제나르콥테루스과 |
|  |                  |
|  | 동갈치과         |
|  |                  |

|  | 날치과                                                 |
|  |                                                        |
|  | 학공치과 (Euleptorhamphus, Hemiramphus, Oxyporhamphus) |
|  |                                                        |

|  | 학공치과 (Arrhamphus, Hyporhamphus)                           |
|  |                                                               |
|  | \| \| 제나르콥테루스과 \| \| \| \| \| \| 동갈치과 \| \| \| \| |
|  |                                                               |
|  | 제나르콥테루스과                                              |
|  |                                                               |
|  | 동갈치과                                                      |
|  |                                                               |

|  | 제나르콥테루스과 |
|  |                  |
|  | 동갈치과         |
|  |                  |

|  | 날치과                                                 |
|  |                                                        |
|  | 학공치과 (Euleptorhamphus, Hemiramphus, Oxyporhamphus) |
|  |                                                        |

|  | 학공치과 (Arrhamphus, Hyporhamphus)                           |
|  |                                                               |
|  | \| \| 제나르콥테루스과 \| \| \| \| \| \| 동갈치과 \| \| \| \| |
|  |                                                               |
|  | 제나르콥테루스과                                              |
|  |                                                               |
|  | 동갈치과                                                      |
|  |                                                               |

|  | 제나르콥테루스과 |
|  |                  |
|  | 동갈치과         |
|  |                  |

## 분포 및 설명
날치는 열대 및 따뜻한 아열대 해역에 서식하고 일반적으로 약 200m(656ft) 깊이까지인 바다의 최상층 표해수대에서 발견된다.
날치의 수많은 형태학적 특징은 바다 표면 위로 도약할 수 있는 능력을 부여한다. 그 중 하나는 완전히 확장된 신경 아치로 물고기의 골격에서 결합 조직과 인대의 삽입 부위 역할을 한다. 완전히 확장된 신경 아치는 척추와 두개골 사이에 강력한 연결을 생성하여 보다 안정적이고 견고한 부위로 작용하는데 이것은 궁극적으로 비행에 도움이 되는 단단하고 튼튼한 척추(몸체)가 되어준다. 활공 비행 중에 강체를 갖는 것은 공기 역학적 이점을 제공하여 속도를 높이고 조준을 향상시킨다. 날치는 척추와 골화된 꼬리 복합체를 발달시킴으로 대부분의 힘을 제공하여 물리적으로 몸을 물 밖으로 들어 올리고 놀라운 거리를 활공할 수 있다. 추가적으로 날치의 유연성을 감소시켜 공중을 약화시키지 않고 강력한 도약을 수행할 수 있도록 한다. 활공이 끝나면 가슴지느러미를 접고 다시 바다로 들어가거나 꼬리를 물속으로 떨어뜨려 물을 밀어서 또 다른 활공을 위해 들어 올리며 방향을 바꿀 수도 있다. 날개의 곡선형 모양은 새 날개의 공기역학적 모양과 비슷하며 기류와 해류의 조합에 의해 생성된 상승 기류 방향으로 직진하거나 비스듬히 비행하여 공중에서 활공하는 시간을 늘릴 수 있다.

### 비행 측정
2008년 5월, 일본 텔레비전 제작진(NHK)은 일본 야쿠시마 섬 연안에서 날아다니는 물고기("Icarfish"라고 함)를 촬영했다. 물고기는 45초 동안 비행했다. 이전 기록은 42초였다.
날치의 비행은 일반적으로 약 50m(160ft)이지만 파도의 앞쪽 가장자리에서 상승 기류를 사용하여 최대 400m(1,300ft)의 거리를 날 수도 있다. 그들은 70km/h(43mph) 이상의 속도로 이동할 수 있으며 최대 고도는 해수면 위 6m(20ft)이다. 날치는 종종 실수로 소형 선박의 갑판에 착륙한다.

## 어업과 요리
날치는 일본, 베트남, 중국에서 자망으로, 인도네시아와 인도에서는 딥네트로 상업적으로 어획된다. 일본 요리에서는 종종 생선을 건조하여 보존하여 육수 국물로 사용한다. Cheilopogon agoo 또는 일본 날치의 알은 일부 유형의 스시를 만드는 데 사용되며 대만 오키드 섬에 사는 타오족의 주식이기도 하다. 날치는 바베이도스, 쿠쿠 등에서도 요리에 쓰이며 맛은 정어리에 가깝다. 날치알은 페루 남부에서 cau-cau로 불리며 여러 지역 요리를 만드는 데 사용된다.

## 중요성

### 바베이도스(Barbados)
바베이도스는 "날치의 땅"으로 알려져 있으며 물고기는 국가 상징 중 하나이다.
브리지타운(Bridgetown)의 항구(Bridgetown Harbor)와 심해항(Deep Water Harbor)이 완공된 직후 바베이도스는 섬을 세계와 연결하는 선박 방문이 증가했다. 바베이도스를 둘러싼 산호초의 전반적인 건강은 선박 기반 오염으로 인해 어려움을 겪었으며 남획으로 인해 오리노코강이 삼각주에 가까워져 날치가 더 이상 바베이도스로 대규모로 돌아오지 않게 되었다. 오늘날 날치는 바베이도스에서 남서쪽으로 약 120해리(220km; 140마일) 떨어진 토바고까지만 북쪽으로 이동한다.
바베이도스 문화는 날치를 중심으로 한다. 동전, 분수의 조각, 예술 작품 및 바베이도스 관광청 공식 로고 등에서 날치를 찾을 수 있다.